# Saint-Georges-d’Espéranche
Saint-Georges-d’Espéranche település Franciaországban, Isère megyében. Lakosainak száma 3500 fő (2022. január 1.). Saint-Georges-d’Espéranche Savas-Mépin, Valencin, Beauvoir-de-Marc, Bonnefamille, Charantonnay, Diémoz, Moidieu-Détourbe, Oytier-Saint-Oblas és Roche községekkel határos.

## Népesség
A település népessége az elmúlt években az alábbi módon változott:
| Lakosok száma | 1411 | 1981 | 2221 | 2976 | 3273 | 3321 | 3354 | 3439 | 3466 | 3500 |
|               | 1968 | 1982 | 1990 | 2006 | 2013 | 2015 | 2017 | 2019 | 2020 | 2022 |